# 光滑小苦荬
光滑小苦荬（学名：Ixeridium strigosum），为菊科小苦荬属下的一个植物种。